# Arabella
Arabella  è un nome proprio di persona inglese e gaelico scozzese femminile.

## Varianti
- Scozzese: Arabeil[2], Arable[2], Arbella[2], Arbell[2], Orabell[2], Orabilis[2]

### Varianti in altre lingue
- Catalano: Arabel·la[3]
- Spagnolo: Arabela[3]

## Origine e diffusione
È un nome nato in Scozia in epoca medievale; appare per la prima volta, nella forma Orabilis (il cui uso è attestato da allora fino all'epoca moderna), a metà del XII secolo, quando è portato da una figlia di Ness del Leuchars, madre di Saer de Quincy. Successivamente è attestato in altre forme nelle canzoni di gesta.
L'etimologia è incerta: alcune fonti lo riconducono al latino orabilis, che vuol dire "invocabile", "che ascolta le preghiere" (e, in senso lato, "che aiuta", "servizievole"). Altre fonti, tuttavia, interpretano il suo ampio uso in Scozia come una variante di Annabel (con un cambiamento di consonante da n a r attestato anche in altri casi, come in quello del toponimo di Durham, precedentemente Dunholm).
Il nome Araminta potrebbe essere un suo derivato, frutto di una combinazione con Aminta.

## Onomastico
L'onomastico è festeggiato il 1º novembre, per la ricorrenza di Ognissanti, in quanto nessuna santa porta questo nome che è quindi adespota.

## Persone

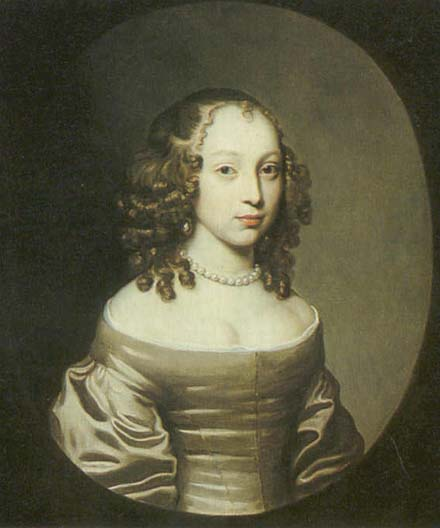
Arabella Churchill

- Arabella Churchill, amante di Giacomo II d'Inghilterra
- Arabella Field, attrice e produttrice cinematografica statunitense
- Arabella Kiesbauer, conduttrice televisiva austriaca
- Arabella Steinbacher, violinista tedesca
- Arabella Weir, comica, attrice, scrittrice e presentatrice britannica

### Variante Arbella
- Arbella Stuart, membro della casa reale Stuart

## Il nome nelle arti
- Arabella è la protagonista dell'omonimo romanzo di Emilio De Marchi.
- Arabella è il titolo di uno sceneggiato di Salvatore Nocita prodotto per la RAI nel 1980 ed interpretato da Maddalena Crippa e Lorenzo Grechi.
- Arabella è il titolo di un'opera lirica musicata da Richard Strauss su libretto di Hugo von Hofmannsthal.
- Arabella è un personaggio del film omonimo del 1967, diretto da Mauro Bolognini.
- Arabella Fawley è un personaggio del romanzo di Thomas Hardy Jude l'Oscuro.
- Arabella Figg è un personaggio della saga di Harry Potter, scritta da J. K. Rowling.
- Arabella Strange è un personaggio del romanzo di Susanna Clarke Jonathan Strange & il signor Norrell.
- Arabella è il titolo di una canzone della band britannica degli Arctic Monkeys, contenuta nel loro quinto album, AM, così chiamata perché rappresenta l'unione dei nomi Arielle (ex-fidanzata del frontman Alex Turner) e Barbarella (famoso film del 1968).

## Curiosità
- Arabella e Anita erano i nomi di due esemplari di ragni crociati spediti nello spazio nel 1973[5].